# Бащино (област Кърджали)
Вижте пояснителната страница за други значения на Бащино.
Бащино е село в Южна България. То се намира в община Кърджали, област Кърджали.

## География
Село Бащино се намира в планински район.

## История
През османския период санджакбеят на Чирмен Малкочоглу Бали бей финансира строежа на теке, посветено на Хасан баба, син на Ягмур, което се издържа от селото като вакъф. Останките от предполагаемия гроб на светеца са все още популярно място за поклонение, където се провежда ежегоден събор (махия/мая).

## Население
Численост и дял на етническите групи според преброяването на населението през 2011 г.:
|                     | Численост | Дял (в %) |
| Общо                | 238       | 100,00    |
| Българи             | 0         | 0,00      |
| Турци               | 234       | 98,31     |
| Цигани              | 0         | 0,00      |
| Други               | 0         | 0,00      |
| Не се самоопределят | 0         | 0,00      |
| Неотговорили        | 2         | 0,84      |